# Be My Eyes
Be My Eyes ou Be My AI est une application mobile danoise qui vise à aider les personnes aveugles et malvoyantes à reconnaître des objets et à faire face aux situations quotidiennes. Une communauté en ligne de bénévoles voyants reçoit des photos ou des vidéos d'individus affectés choisis au hasard et les assiste via un chat en direct. L'application est disponible pour Windows, Android et iOS,.

## Comment fonctionne l’application
Une personne malvoyante démarre une diffusion en direct montrant sa vue depuis la caméra de son smartphone ou de sa tablette. Elle se voit attribuer, via un appel téléphonique ou un chat, un volontaire aléatoire qui parle la même langue et qui se trouve dans le même fuseau horaire. Cela permet au volontaire de décrire un objet et d'aider la personne malvoyante, par exemple en la guidant pour déplacer sa caméra, lire des instructions ou nettoyer un renversement. Grâce à la synthèse vocale, le contenu peut être lu à haute voix. Ce processus encourage une vie plus indépendante pour les personnes aveugles et malvoyantes,,,.

## Be My AI
Depuis 2023, grâce à l'Intelligence Artificielle, l'application intègre la reconnaissance d'image. L'utilisateur prend une photo, qui est envoyée aux serveurs d'OpenAI pour analyse. En quelques secondes, une description s'affiche dans l'application et peut être lue via une synthèse vocale.

## Base d'utilisateurs
Il y a plus de 7,5 millions de bénévoles et 669 000 personnes aveugles ou malvoyantes utilisant l'application. Plus de 180 langues et 150 pays sont présents.

## Développement et publication
L'application a été développée et commercialisée par Hans Jørgen Wiberg. Il avait démontré que des logiciels de chat vidéo tels que Skype ou Facetime n'étaient adaptés aux malvoyants. Pour le développement, il s'est associé à l'Association danoise des aveugles (da) et à d'autres organisations[Lesquelles ?].
L'application a été présentée pour la première fois lors d'un événement pour les start-up en 2012 et publiée pour la première fois en 2015. Une version pour Android est sortie en 2017, en plus de la version iOS.
La société a levé plus de 650 000 $, y compris des fonds de la Silicon Valley, de Microsoft et d'autres investisseurs providentiels.
En octobre 2019, Be My Eyes Deep Link a été intégré à l'application mobile Right Hear pour les aveugles et malvoyants.
En février 2020, un financement de « série A (en) » de 2,8 millions de dollars a été levé, permettant à l'entreprise de développer davantage son modèle commercial tout en gardant les services d'assistance visuelle gratuits pour les utilisateurs malvoyants. Récemment[Quand ?], selon un communiqué de presse de la société, l'investissement permet à l'entreprise de développer davantage son modèle commercial unique « à but et à profit » tout en maintenant le service d'assistance visuelle gratuit et illimité pour tous les utilisateurs malvoyants.

## Statistiques des utilisateurs
Les données sont basées sur les analyses de l'application et du site Web en 2022 :
- 68 % anglophones natifs

- 175+ pays représentés

- 22 % entre 35–44 ans

- 58 % vivent aux États-Unis, au Brésil et au Royaume-Uni (top 3 des pays)

- 25 % de plus de 44 ans

- 61 % d'identification féminine

- Plus de 180 langues différentes parlées

- 6,2 millions de volontaires à bord

- 450 000 aveugles ou malvoyants

- 39 % entre 25–34 ans

- 38 % d'identification masculine

- 37 % vivent aux États-Unis

## Partenaires et collaborations
Be My Eyes travaille avec de grandes entreprises pour s'assurer que Be My Eyes puisse rester gratuit pour tous les utilisateurs, dans le monde entier. Par exemple, Microsoft offre un support technique vidéo aux malvoyants de Be My Eyes.
Partenaires : Microsoft, Herbal Essences (en), Clearblue (en), Halifax Bank (en), Procter & Gamble, la Fédération nationale des aveugles, Bank of Scotland, Pantene, Google, Lloyds Banking Group…
Collaborations de marques et d'organisations aveugles : Zendesk, Verizon, Moovit, RNIB et bien d'autres.

## Réception
Des éloges ont été donnés pour la facilité d'utilisation de l'application. Le manque de protection suffisante des données, qui permet de transmettre des données à des tiers, a cependant été critiqué.
« … mais peut-être la meilleure description de cette expérience est la réciprocité caritative. » - The Guardian.
« Je soutiens tout ce qui réduit l'isolement social et cette application me semble géniale pour faciliter une connexion sociale ainsi qu'une connexion de résolution de problèmes. » - Forbes
« Le partenariat passionnant entre Herbal Essences et P&G avec Be My Eyes change radicalement la façon dont nous communiquons avec nos clients aveugles et malvoyants. Nos clients peuvent en savoir plus sur nos produits et faire des choix plus éclairés en magasin ou à la maison. Cela permet également à Herbal Essences et à P&G d'apprendre de nos clients pour concevoir des produits encore plus accessibles à tous. » - Sam Latif Responsable de l'accessibilité, Procter & Gamble (partenaire).
« Le partenariat de Clearblue avec Be My Eyes permet à nos clients aveugles ou malvoyants de se connecter à un conseiller expert rapidement, en toute confidentialité et dans le confort de leur foyer. Ensemble, Clearblue et Be My Eyes sont le partenaire indispensable des femmes aveugles et malvoyantes dans la gestion de leur santé reproductive. » - Sally Haworth Careline Manager, Clearblue (partenaire).

## Prix
- Nordic Startup Awards pour « Meilleure startup technologique d'entrepreneuriat social » au Danemark[2][Quand ?]